# August Klinke
August Klinke (španělsky Augusto Klinke Leier, též Augustin Klinke; 3. března 1870, Božanov – 8. května 1932, Valdivia) byl římskokatolický duchovní německé národnosti působící v Chile. Byl titulárním biskupem proconneským a prvním apoštolským administrátorem diecéze Valdivia v Chile. Je považován za jediného biskupa narozeného na Broumovsku.

## Život
August Klinke se narodil v Božanově na Broumovsku do rodiny zedníka Josefa Klinkeho a jeho ženy Anny, rozené Leierové; dům, který rodina obývala, však již nestojí. Když byl Augustovi 1 rok, celá rodina – rodiče a jeho starší 13letá sestra Anna – emigrovala společně s vlnou broumovských osadníků do Chile. 21. listopadu 1871 se nalodili v Hamburku na loď Wandrahm(de) a po třech měsících plavby vystoupili v Puerto Monttu 29. února 1872. Usadili se ve vesnici Nueva Braunau („Nový Broumov“) poblíž Puerto Varas nedaleko jezera Llanquihue, dům rodiny se zachoval dodnes.
August Klinke začal navštěvovat nejdříve přistěhovaleckou školu, následně studoval na jezuitském gymnáziu Colegio San José v Puerto Monttu. Rozhodl se pro kněžskou dráhu a proto vstoupil do diecézního semináře v Ancudu na ostrově Chiloé.
Na kněze byl vysvěcen 23. června 1893 ancudským biskupem Agustínem Lucerem, ten si jej následně i vybral za osobního sekretáře. Následně působil jako vyučující v ancudském semináři. V roce 1904 jej nový ancudský biskup Ramón Ángel Jara ustanovil generálním vikářem diecéze. Klinke založil deník Cruz del Sur („Jižní kříž“) a diecézní časopis El Buen Pastor („Dobrý pastýř“).
11. 11. 1908 jej papež Pius X. jmenoval titulárním biskupem z Preconessu, vysvěcen byl 21. 2. 1909 v mateřské farnosti Valdivia. Hlavním světitelem byl ancudský biskup Ramón Ángel Jara Ruz, spolusvětiteli byli Luis Enrique Izquierdo Vargas a Miguel Claro Vásquez. Jako biskupské heslo si zvolil Omnia in ómnibus Christus – „Vše a ve všech Kristus“.
Stal se duchovním superiorem (a fakticky generálním vikářem) nově vzniklé diecéze Valdivia, jmenován byl 19. 6. 1910, tento post zastával do 25. 9. 1924, kdy byl jmenován prvním apoštolským administrátorem diecéze. V roce 1927 se zúčastnil eucharistického kongresu v La Sereně. Ze zdravotních důvodů rezignoval 14. 11. 1928.
August Klinke za svého života nechal stavět mnoho kostelů, kaplí i škol. Hovořil německy, španělsky, anglicky, italsky, francouzsky, latinsky a řecky.
Zemřel v 38. roce kněžské služby a 23. roce služby biskupa, 8. května 1932 při požáru, který zachvátil jeho dům.

## Posmrtné pocty

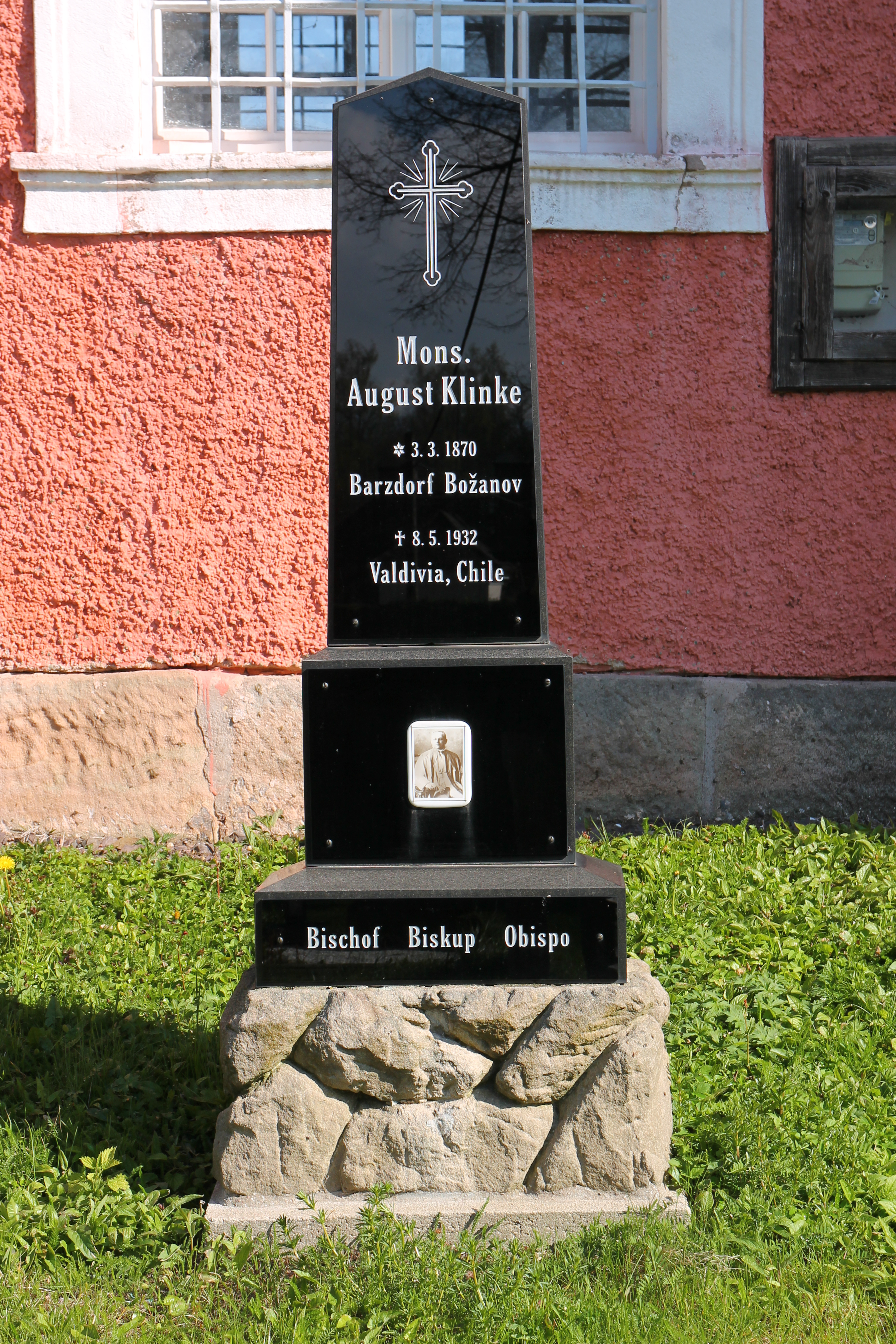
Symbolický hrob v Božanově

August Klinke byl pohřben do kolumbária Centrálního hřbitova ve Valdivii. Po dokončení obnovené katedrály v roce 1996 (stará byla poničena zemětřesením) byly jeho ostatky uloženy v kryptě. Hrobka však byla označena pouze papírem s faktografickými chybami.
V Božanově byl Klinkemu odhalen u tamního kostela symbolický hrob 9. 5. 2008 (u příležitosti výročí úmrtí) za účasti tehdejšího královéhradeckého biskupa Dominika Duky a chilského konzula Cristobala Ortize.
V katedrále Panny Marie Růžencové byla 12. 1. 2017 sloužena děkovná bohoslužba, po níž byla na hrob v kryptě instalována pamětní deska věnována broumovskými občany (přičiněním Jan Neumanna). Aktu se účastnil valdivijský biskup Ignacio Ducasse, předseda Senátu ČR Milan Štěch, guvernérka provincie Patricia Morenová, starosta Valdivie Omar Sabat, český velvyslanec v Chile Josef Rychtár, zástupci obchodní a průmyslové komory ve Valdivii, česká politická a podnikatelská delegace, diecézní kněží a několik potomků německých kolonistů.

## Biskupská genealogie
Následující tabulka obsahuje genealogický strom, který ukazuje vztah mezi svěcencem a světitelem – pro každého biskupa na seznamu je předchůdcem jeho světitel, zatímco následovníkem je biskup, kterého vysvětil. Rekonstrukcím a vyhledáním původu v rodové linii ze zabývá historiografická disciplína biskupská genealogie.
1. kardinál Scipione Rebiba
2. kardinál Giulio Antonio Santorio
3. kardinál Girolamo Bernerio
4. arcibiskup Galeazzo Sanvitale
5. kardinál Ludovico Ludovisi
6. kardinál Luigi Caetani
7. kardinál Ulderico Carpegna

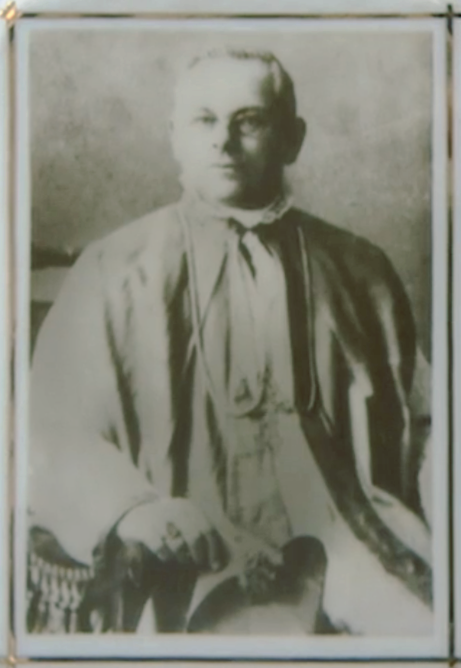
August Klinke

8. kardinál Paluzzo Paluzzi Altieri Degli Albertoni
9. papež Benedikt XIII.
10. papež Benedikt XIV.
11. papež Klement XIII.
12. kardinál Bernardino Giraud
13. kardinál Alessandro Mattei
14. kardinál Pietro Francesco Galleffi
15. kardinál Antonio Domenico Gamberini
16. biskup José Ignacio Cienfuegos Arteaga
17. biskup José Agustín de la Sierra Mercado
18. biskup José Hilarión de Etura y Cevallos (Ceballos)
19. arcibiskup Rafael Valentín Valdivieso y Zañartu
20. biskup Joaquín Larraín Gandarillas
21. arcibiskup Mariano Jaime Casanova Casanova
22. biskup Florencio Eduardo Fontecilla Sánchez
23. biskup Ramón Ángel Jara Ruz
24. August Klinke[6]

Sám byl spolusvětitelem biskupů:
- Eduardo Solar Vicuña (1914)
- Reinaldo Muñoz Olave (1916)
- Guido Benedito Beck de Ramberga (1928)
- Teodoro Bernardo Eugenín Barrientos (1931)